# Amstleven

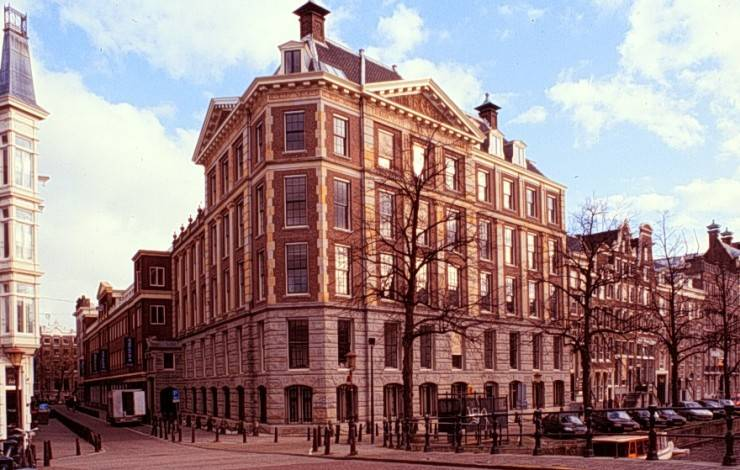
Keizersgracht 555, gebouwd in 1919

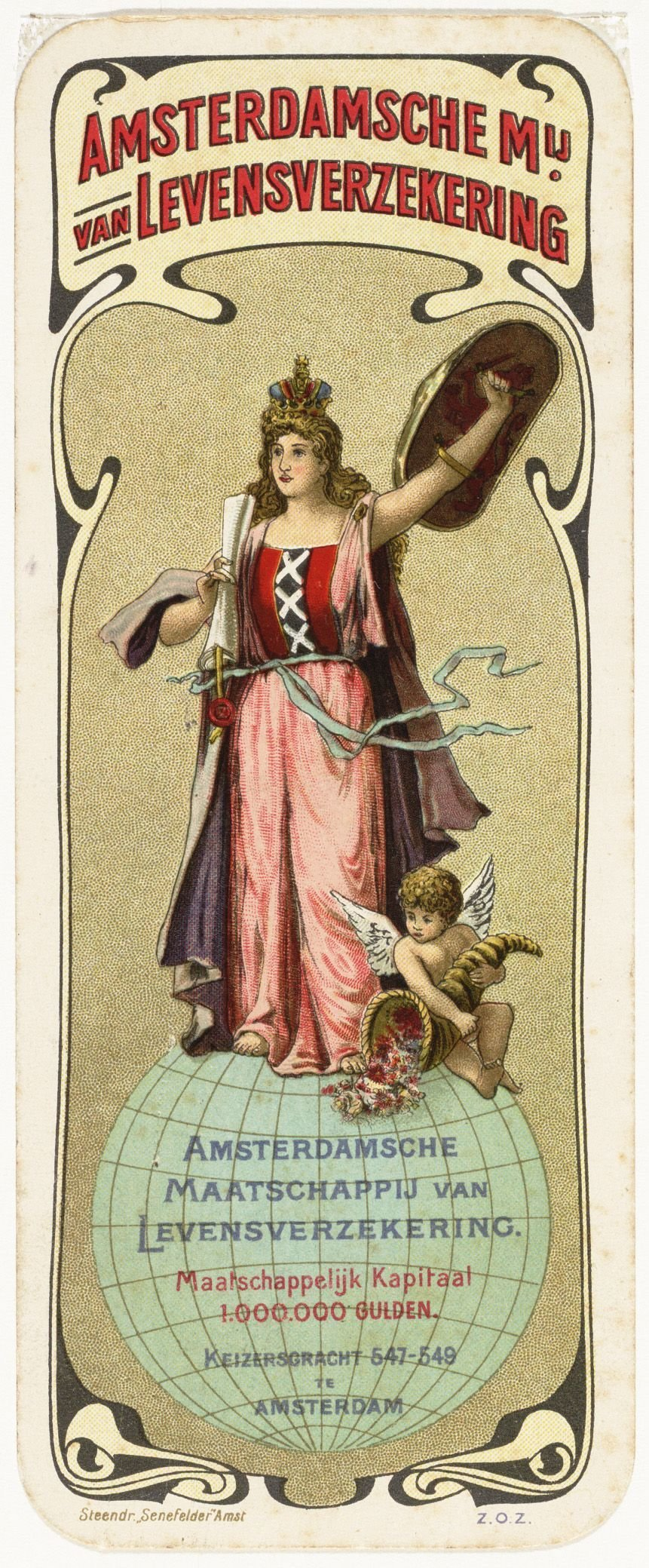
reclameplaat Amstleven uit 1897

De Amsterdamsche Maatschappij van Levensverzekering, afgekort Amstleven, werd in 1892 in Amsterdam opgericht. Vanaf 1897 werkte het bedrijf ook in Indonesië, toen nog Nederlands Oost-Indië. In 1967 ging Amstleven samen met de Hollandsche Societeit van Levensverzekeringen verder onder de naam Delta en in 1969 vormde Delta met verzekeraar Nederlandsche Lloyd (Nedlloyd) de verzekeringsmaatschappij Delta Lloyd.

## Oprichting
Het initiatief tot oprichting kwam van vier orthodox-protestantse voormannen: Theodorus Heemskerk, Lodewijk Johan Sigismund van Kempen, Alexander Frederik de Savornin Lohman en Hendrik Jacobus van Vulpen. Een van hun motieven zou zijn het acceptabel maken van verzekeringen voor extreem-orthodoxe protestanten die meenden dat verzekering in strijd was met Gods woord en de Heidelbergse Catechismus. 
Van Vulpen werd de eerste directeur, de andere drie oprichters vormden de raad van commissarissen, die meteen werd uitgebreid met Jan Elias Nicolaas baron Schimmelpenninck van der Oye en Hendrik Seret. Het eerste jaar werd kantoor gehouden in de privéwoning van Van Vulpen, daarna verhuisde men naar Keizersgracht 729. Egge Venhuizen was de eerste wiskundig adviseur.

## Uitbreiding
In 1896 besloot men een kantoor in Nederland Oost-Indië te openen, zoals diverse andere verzekeringsmaatschappijen ook al hadden gedaan. In 1897 werd in Soerabaja het kantoor geopend en directeur werd de zoon van commissaris De Savornin Lohman: Alexander Frederik de Savornin Lohman junior. Pieter Egas (1876-1952) was er de wiskundig adviseur. In Nederland werd in 1898 een tweede directeur benoemd: Hendrik Seret.
De verzekeringen in Nederland Oost-Indië vormden een belangrijke bijdrage aan de groei van het bedrijf. Nadat Van Vulpen in 1906 ontslag had genomen en Seret in 1912 was overleden, bestonden de directies in Amsterdam en Soerabaja een poos uitsluitend uit leden van de familie De Savornin Lohman.

In 1906 werd dr. J.P. Janse aangetrokken als wiskundig adviseur van de commissarissen van Amstleven. Venhuizen bleef werkzaam als actuaris.
In 1912 werd de dochtermaatschappij ‘Amsterdamsche Maatschappij van Ongevallenverzekering’ opgericht. Men overwoog ook aansprakelijkheid en ziektekosten te dekken.
In 1920 nam Amstleven in Nederlands Indië de portefeuille van Levensverzekeringsmaatschappij Utrecht over. De aandelen van de Amsterdamsche Credietbank, die het bedrijf al jaren in bezit had, werden verkocht aan Hollandsche Voorschotbank te Haarlem. De Credietbank was op zich behoorlijk winstgevend, maar in de combinatie met levensverzekeringen gaf samenwerken allerlei wrijvingen.

## Huisvesting
De groei van het bedrijf vroeg een ruimere huisvesting en die vond men in 1901 aan de Keizersgracht 547-549, hoek Nieuwe Spiegelstraat. Daar was ook ruimte voor andere bedrijven o.a. de Generale Hypotheekbank waarvan Van Vulpen commissaris werd en lid van de raad van toezicht. In 1916 besloot Amstleven op die plek een geheel nieuw gebouw neer te zetten, dat werd ontworpen door Christiaan Bernhard Posthumus Meyjes sr. Amstleven verhuisde tijdelijk naar de Herengracht 414 en kon in oktober 1919 het nieuwe pand met nu als adres Nieuwe Spiegelstraat 17 in gebruik nemen. 
Rond 1912 opende Amstleven in Rotterdam en Den Haag een bijkantoor en geleidelijk kwamen er ook in andere grotere steden bijkantoren, zoals in Groningen en Arnhem.

## Afloop in Indonesië
De Japanse bezetting van Nederlands-Indië bleek achteraf het begin van het einde voor dit onderdeel van Amstleven. Het Europese personeel werd geïnterneerd. In 1953 vertrok de laatste directeur en werd de leiding van het kantoor in Soerabaja overgedragen aan het agentschap ‘A. van Hoboken &Co’ aldaar. 
In 1957 werden alle in Indonesië werkzame verzekeringsmaatschappijen onder beheer gesteld, in 1960 werden ze genationaliseerd. Er was al jaren geen contact meer mogelijk geweest en de bezittingen daar waren al eerder door de maatschappijen afgeschreven. 

## De laatste zelfstandige jaren
In 1953 werd de al ruim twintig jaar gebruikelijke afkorting ‘Amstleven’ als officiële naam in de statuten opgenomen. Schaalvergroting van verzekeraars door fusies en overnames werd vanaf de jaren 1950 een regelmatig terugkerend verschijnsel. In 1955 kocht dochtermaatschappij ‘Amsterdamsche Maatschappij van Ongevallenverzekering’ de aandelen van de Hollandsche Assurantie Mij. In 1959 liep een verkenning tussen Amstleven en de Onderlinge Brandwaarborgmaatschappij De Jong & Comp. op niets uit, maar in 1961 kwam het tot een fusie met de Arnhemsche Verzekerings Maatschappij tegen Brandschade. Verkennende gesprekken met Hollandsche Societeit kwamen nog niet echt verder maar in 1961 besloot men wel om samen een automatiseringscentrum op te richten. Op 1 februari 1963 werd dat officieel geopend, eind 1965 kwam er een eind aan de samenwerking.
Uiteindelijk kwam het in 1967 toch tot een fusie tussen Hollandsche Societeit en Amstleven onder de naam Delta. In 1969 nam Delta de ‘Noord-Braband’ over, de Waalwijkse maatschappij van verzekering op het leven. In datzelfde jaar kwam de fusie met schadeverzekeraar Nederlandsche Lloyd tot stand onder de naam Delta Lloyd. 

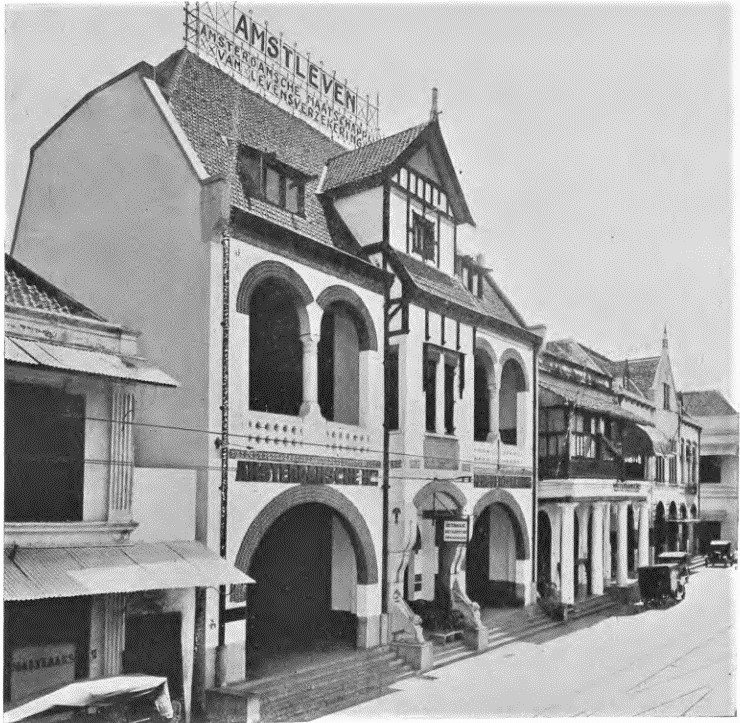
Kantoorgebouw Amstleven in Soerabaja
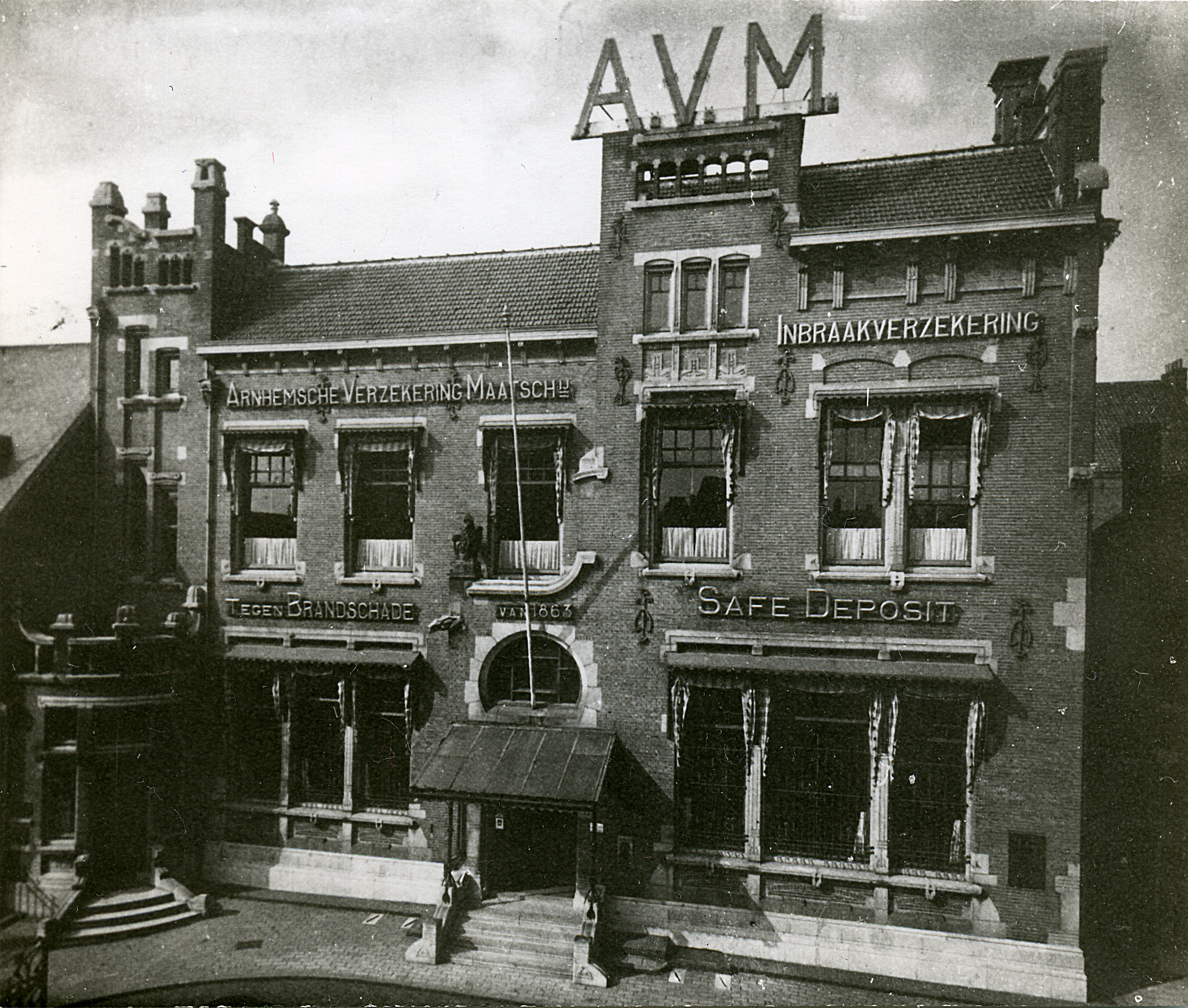
Arnhemsche Verzekering Maatschappij, Weverstraat 40
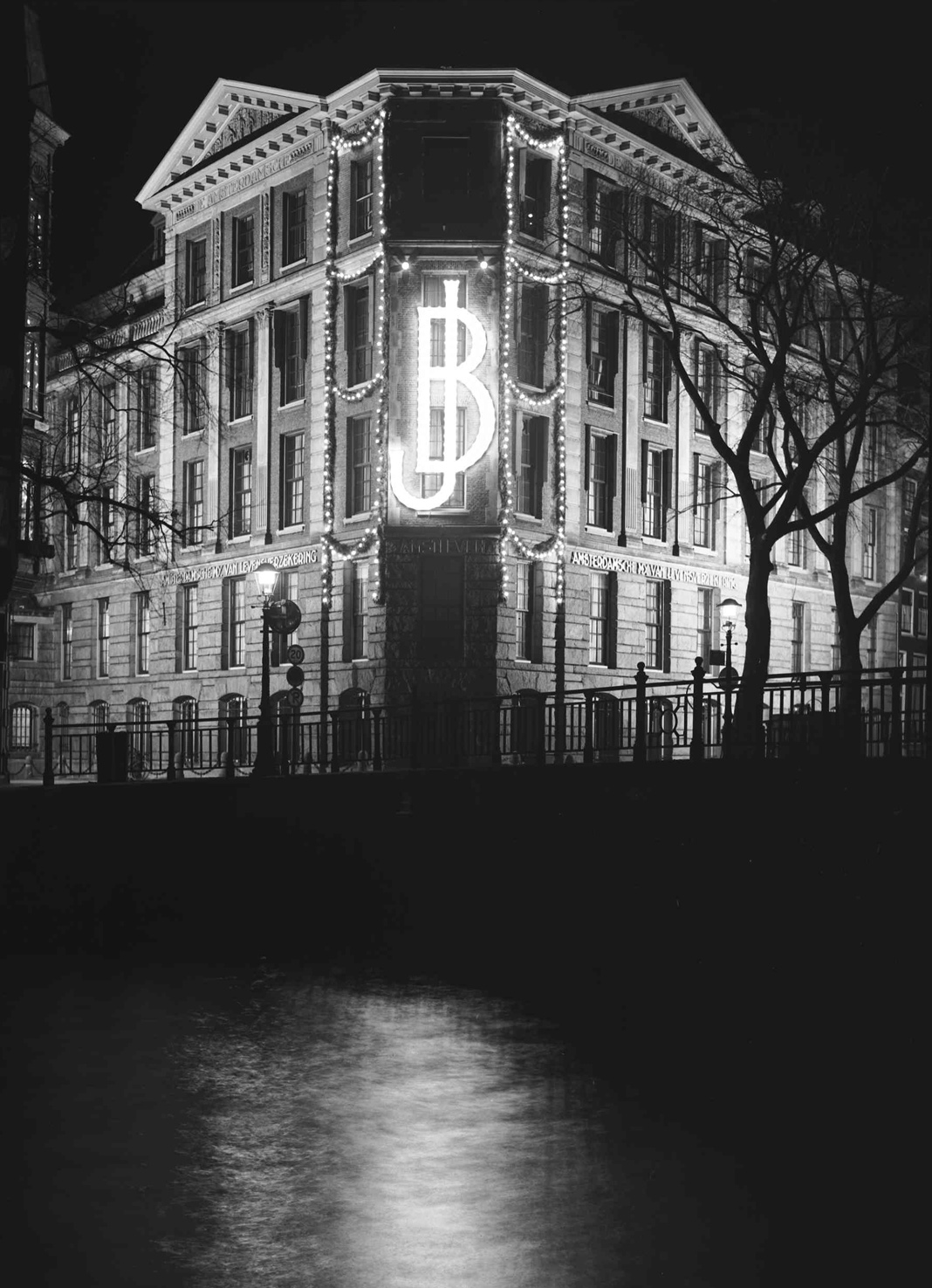
Gebouw Amstleven, foto ca. 1930-1937